# Prinzenbecher

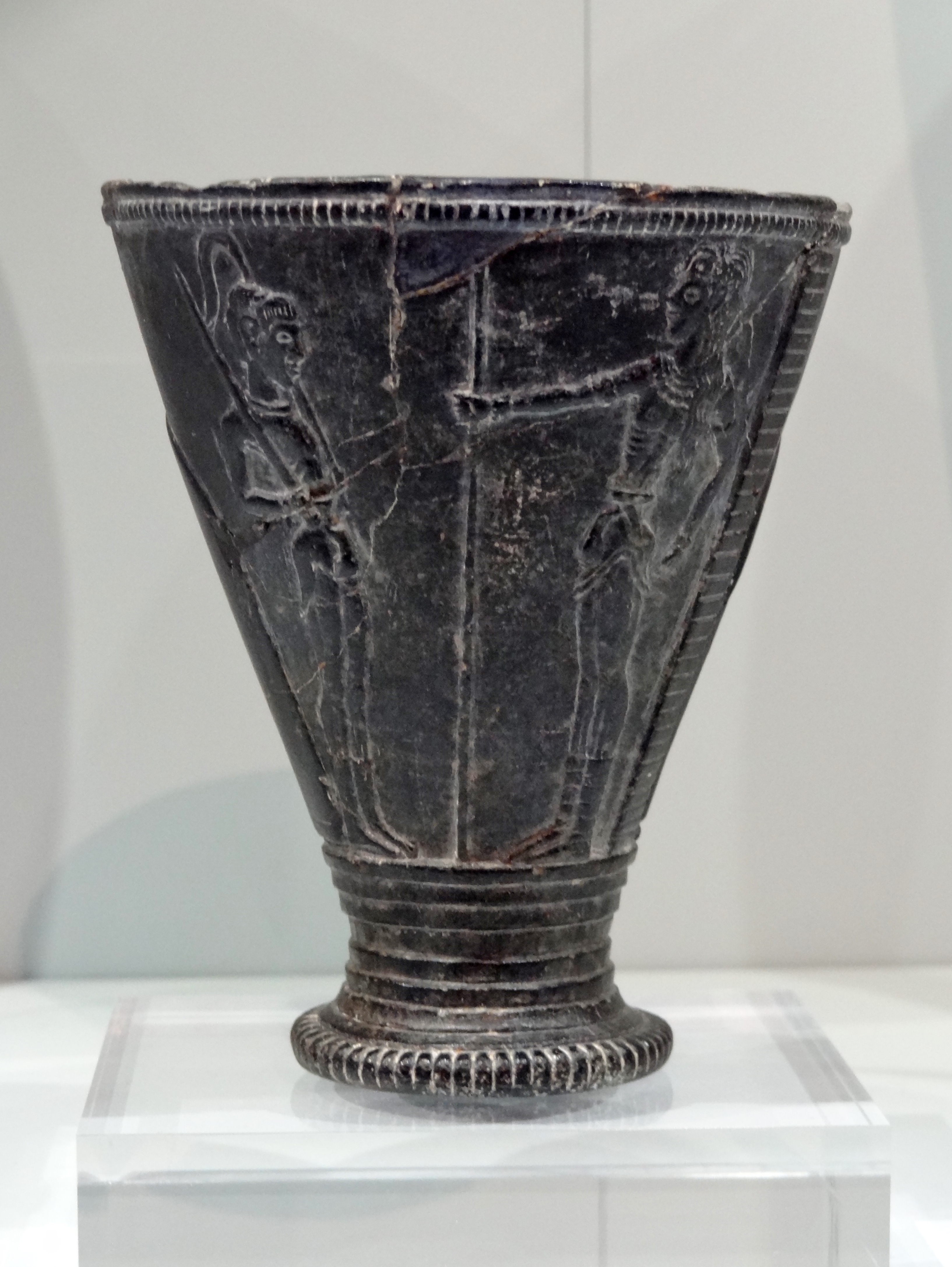
Der Prinzenbecher als Ausstellungsobjekt im Archäologischen Museum Iraklio

Der Prinzenbecher oder Rapportbecher (neugriechisch Ποτήρι «της αναφοράς» Potiri „tis anaforas“ ‚Becher des Rapports‘) ist ein Reliefrhyton aus schwarzem Speckstein aus der Zeit der minoischen Kultur. Das Rhyton wurde Anfang des 20. Jahrhunderts im Südwesten der Ausgrabungsstätte des Palastes von Agia Triada auf der griechischen Insel Kreta gefunden. Allgemein wird der Prinzenbecher auf etwa 1500 bis 1450 v. Chr. der Neupalastzeit Kretas (SM I) datiert. Er befindet sich heute unter der Inventar-Nr. AE 341 im Archäologischen Museum in Iraklio, der Hauptstadt Kretas.

## Fundgeschichte und Beschreibung
Koordinaten der Fundstelle: 35° 3′ 31,9″ N, 24° 47′ 32,4″ O
Der Palast von Agia Triada, auch als Villa von Agia Triada bezeichnet, wurde erstmals ab Mai 1902 durch Federico Halbherr von der Missione Archeologica Italiana di Creta untersucht. Bereits im selben Jahr fanden stratigraphische Grabungen statt. Die Ausgrabungen standen seit 1903 unter der Leitung von Roberto Paribeni und wurden mit Unterbrechungen bis 1914 durch Federico Halbherr und Enrico Stefani fortgeführt. Ab 1910 begann man mit der Sicherung und Wiederherstellung der aufgefundenen Gebäudereste.

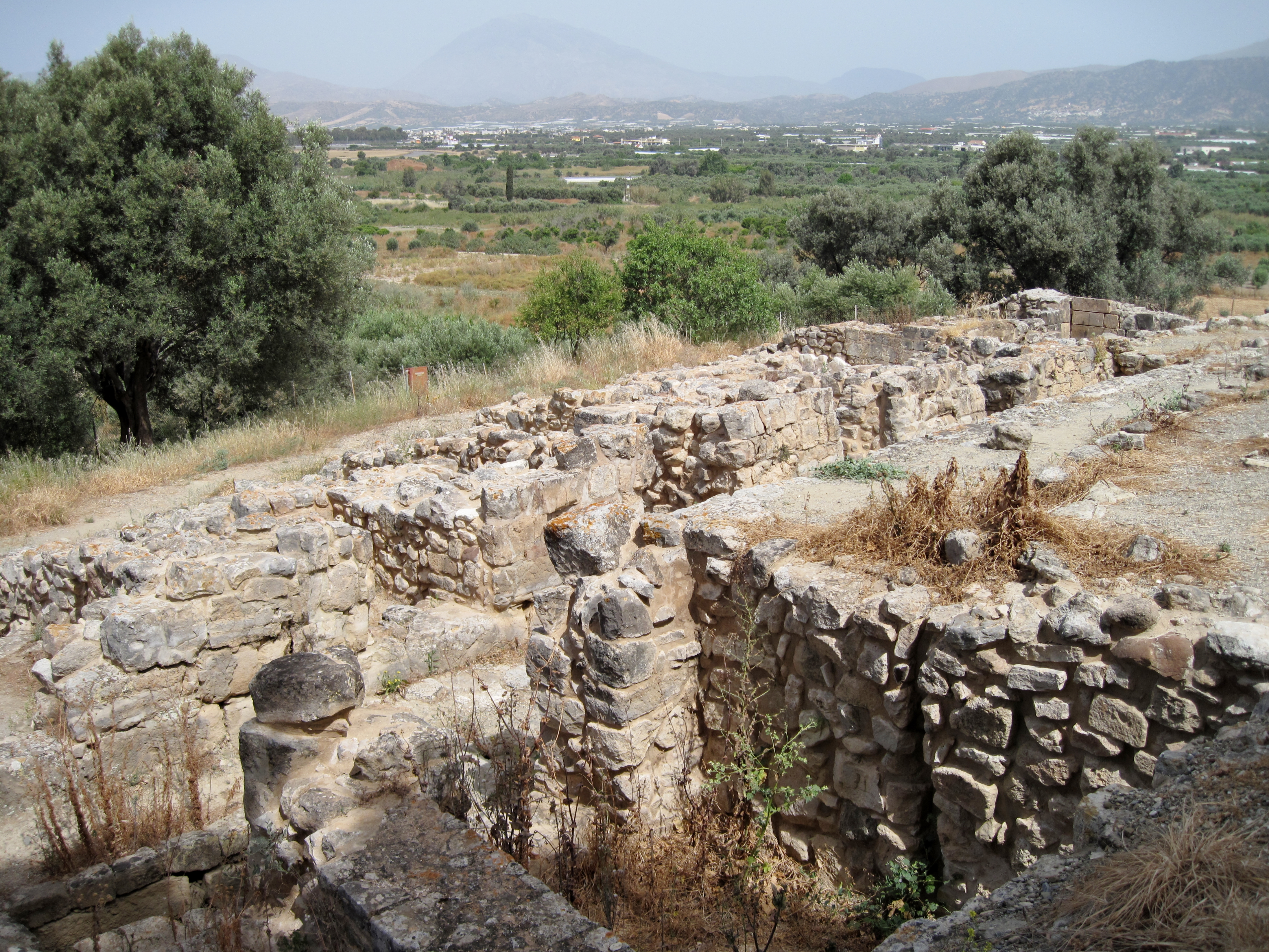
Fundort des Prinzenbechers in Agia Triada

Der fast vollständig erhaltene Prinzenbecher, ein Rhyton aus Speckstein, auch Steatit genannt, wurde bei den ersten Grabungen in Agia Triada entdeckt und 1903 von Roberto Paribeni beschrieben. Das Fundstück befand sich in einem der Räume mit Böden aus festgestampftem Lehm am Südrand des Westflügels des palastartigen Gebäudekomplexes. Der Zimmertrakt aus fünf Doppelräumen besaß Eingänge von einer gepflasterten minoischen Straße im Westen und wurde durch Fenster zu einem östlichen Lichtschacht beleuchtet. Aus der nicht sehr sorgfältigen Bauweise der Räume, die keine Verbindung untereinander hatten, wird auf eine Nutzung durch Dienstpersonal oder als Werkstätten geschlossen.

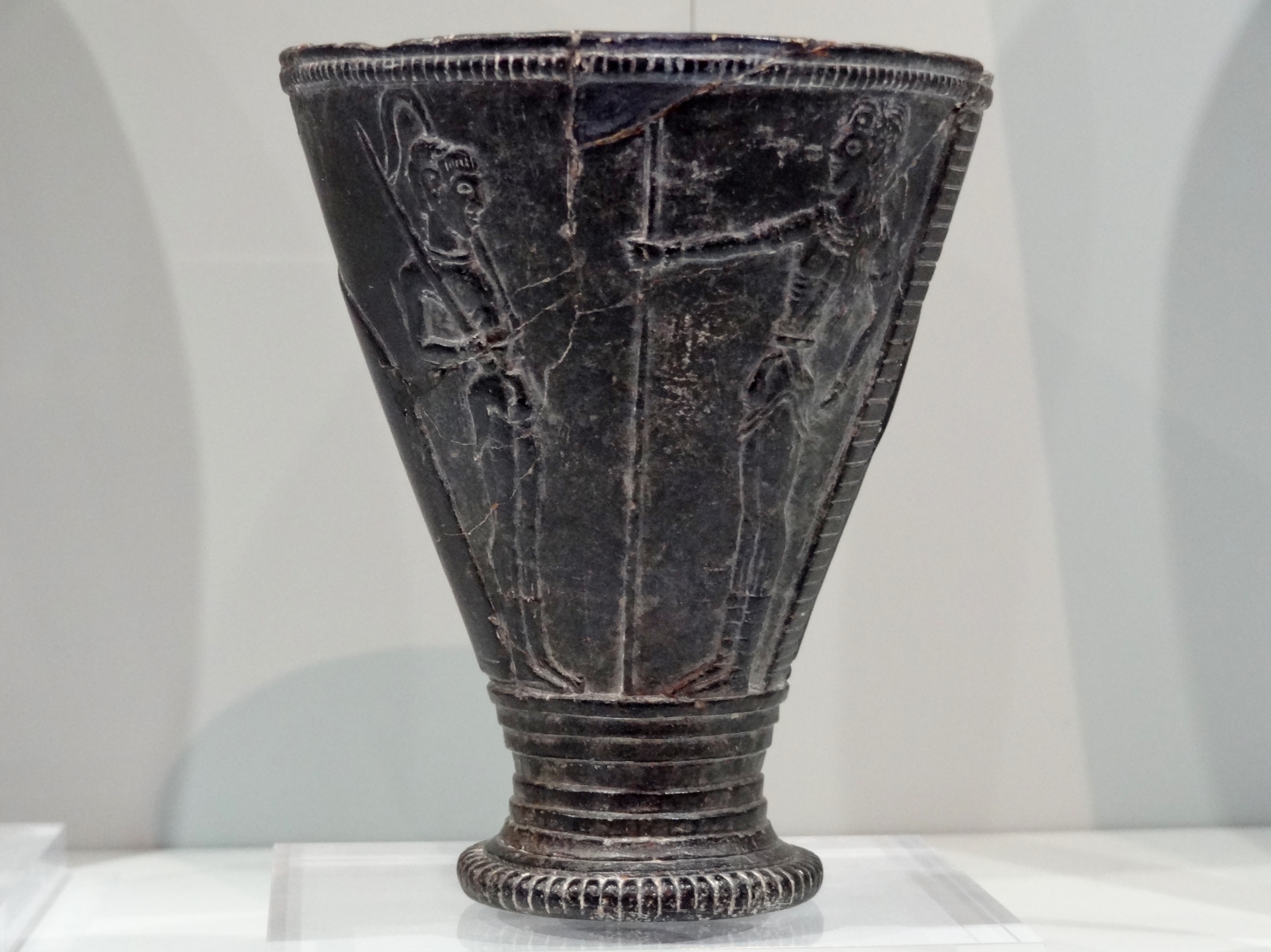
Gegenüberstehende junge Männer

Der konisch gestaltete Prinzenbecher, im Englischen als Chieftain’s Cup (‚Becher des Kommandanten‘) bekannt, hat eine Höhe von 11,5 Zentimeter. Sein oberer Durchmesser beträgt 9,8 Zentimeter, den dortigen Abschluss bildet ein kleiner, senkrecht geriefelter Rundstab. Am nach außen ausladenden Fuß wiederholt sich das Motiv in kräftigerer Form. Darüber verlaufen mehrere waagerechte Bänder um den Becher herum, bis sich die dargestellte Szene mehrerer Figuren im Flachrelief anschließt. Als Abgrenzung von Anfang und Ende der Szene dient ein schmales senkrechtes Band mit Querstreifen.
Links des senkrechten Bandes stehen sich zwei Jünglinge mit geschlossenen Füßen in halbhohen Stiefeln gegenüber, die von der Haltung her als „Fürst“ oder „Prinz“ und ein Untergebener charakterisiert werden können. Die rechte Person steht gerade, mit dem Blick nach links auf den ihm gegenüberstehenden etwas kleineren Mann und die diesem nachfolgenden drei Personen. Seine nach vorn gestreckte rechte Hand hält einen bis zum Boden reichenden Stab, dessen oberes Ende nicht kenntlich ist, da an dieser Stelle eine weggebrochene Ecke des Bechers fehlt. Der „Fürst“ trägt bis an den Gürtel herabwallendes Lockenhaar, eine dreifache Halskette sowie Spangen an Oberarmen und Handgelenken. Im Gürtel seines Schurzes steckt ein Dolch. Der Untergebene, ebenfalls mit einem minoischen Schurz bekleidet, hält den mit kurzen Haaren bedeckten Kopf leicht gesenkt. Seine Stiefel scheinen einfacher gearbeitet als die des „Fürsten“, und er trägt nur ein einfaches Halsband und einen Reif am Handgelenk. In der rechten Hand hält er ein langes Schwert nach oben an die Schulter gelehnt, die Linke umfasst einen langgestielten Gegenstand, der wie ein Wedel aus langen Haaren aussieht. Arthur Evans verglich diesen Gegenstand mit einem Aspergill oder Weihwasser-Sprengel („Lustralsprinkler“).
Dem Jüngling mit dem Schwert folgen drei Personen, die größtenteils von weit ausladenden Tierfellen verdeckt sind, erkennbar an den Schwänzen an den hinteren (linken) Seiten. Von ihnen sind die Füße zu sehen und nur der Kopf der dritten Person mit vollem langen Haar ist erhalten, da die Köpfe der vor dieser stehenden beiden Personen durch einen Abbruch im oberen Bereich des Bechers verloren sind. Bei den Tierfellen könnte es sich um steife Mäntel handeln. Arthur Evans vermutete in den drei Personen möglicherweise Gouverneure libyscher Kolonien, geschützt durch einen Panzer aus gegerbter Elefantenhaut. Luigi Pernier sah in ihnen drei Soldaten mit großen Schilden. Hinweise darauf, dass es sich um Krieger handelt, finden sich in der Darstellung auf dem Prinzenbecher nicht, eher um Abgesandte oder Geiseln. Allerdings sind von einem minoischen Fresko aus dem Obergeschoss des Westhauses in Akrotiri auf Santorin Darstellungen von Lanzenträgern mit Eberzahnhelmen bekannt, die offensichtlich mit Tierfellen bekleidet waren.